# Ruth Elizabeth Rouse
Ruth Elizabeth Rouse (* 30. Januar 1963 in St. David’s, Grenada) ist eine grenadische Botschafterin. Sie ist seit 1. November 2004 außerordentliche und Generalbevollmächtigte Ständige Vertreterin ihres Landes bei den Vereinten Nationen.

## Biografie
Rouse studierte Französisch und Spanisch an der kanadischen Carleton University in Ottawa mit dem Abschluss Bachelor of Arts. Zudem absolvierte sie den Master-Studiengang Diplomatie an der britischen University of Westminster.
Ruth Elizabeth Rouse ist seit 1982 Mitglied des auswärtigen Dienstes von Grenada und war in diesem Zusammenhang bislang in zahlreichen Ämtern und Funktionen tätig. Unter anderem war sie von 1990 bis 1996 regionale Bevollmächtigte bei der High Commission of the Organisation of Eastern Caribbean States in Ottawa, von 1996 bis 1999 Protokoll-Beauftragte der grenadischen Regierung, von 1999 bis 2000 als Hochkommissarin von Grenada am „Court of St. James's“ des britischen Königshofes und von 2000 bis 2005 nicht vor Ort ansässige Hochkommissarin der Republik Südafrika.

## Auszeichnungen
- 1998: Independence Award für vorbildlichen Behördendienst